# Büllelejochhütte
Die Büllelejochhütte (italienisch Rifugio Pian di Cengia) ist eine private Schutzhütte im Südtiroler Teil der Sextner Dolomiten in Italien. Der Name der Hütte (Büllele) leitet sich von dem Wort Bühel (Hügel) ab. Sie befindet sich auf einer Höhe von 2528 m unterhalb des Gipfels der Oberbachernspitze (2675 m) im Naturpark Drei Zinnen. Administrativ liegt sie im Gemeindegebiet von Sexten.

## Geschichte
Die Hütte wurde 1963 auf Privatinitiative von Max Innerkofler, einem Enkel des bekannten Bergführers Sepp Innerkofler, erbaut. Nach seinem Tod wurde die Hütte von seiner Frau, Brune Innerkofler weiter bewirtschaftet und später an Pächter übergeben. Im Umfeld der Hütte finden sich noch einige Rückstände der Kriegsfront im Ersten Weltkrieg. Das Büllelejoch, damals von italienischen Truppen besetzt, wurde im Ersten Weltkrieg von Bayerischen Gebirgsjägern aus der Elferscharte beschossen, auf die sie eine Kanone transportiert hatten.

## Zugänge und Übergänge
Ein Zugang zur Hütte erfolgt vom Talort Moos (1339 m) in der Gemeinde Sexten im Sextental, einem Nebental des Hochpustertals, durch das relativ flache Fischleintal über die Fischleinbodenhütte (1454 m) zur Talschlusshütte (1526 m) am Fuße der Einserkofels. Der Weg kann durch Nutzung des Wanderparkplatzes oder der Linienbusstation an der Fischleinbodenhütte verkürzt werden. Ein Radweg führt bis zur Talschlusshütte. Von der Talschlusshütte aus gibt es zwei mögliche Wege: Zum einen kann die Hütte dem Bachertal folgend über die Zsigmondyhütte (2224 m) und weiter westwärts über das Oberbachernjoch (2519 m) erreicht werden. Zum anderen kann durch das Altensteiner Tal zur Dreizinnenhütte (2405 m) und von dort über das Büllelejoch (2522 m) gegangen werden. Vom Talort Innichen erfolgt der Zugang vom Wanderparkplatz im Innerfeldtal, der auch per Bus erreichbar ist, über die Dreischusterhütte (1626 m) und weiter über die Dreizinnenhütte. Vom Süden her kann von Misurina aus über die Mautstraße der Parkplatz an der Auronzohütte (2320 m) erreicht werden. Von hier folgt der Weg der Fahrstraße zur Lavaredohütte (2344 m), weiter südlich um den Passportenkofel herum durch das Cengia-Tal.

## Gipfelbesteigungen
Die nächsten Gipfel, die von der Hütte erreicht werden können, sind der westliche (2635 m) und der mittlere Gipfel (2675 m) der Oberbachernspitze, wobei nur 100 bzw. 150 Höhenmeter überwunden werden müssen. Nahegelegene, in Tageswanderungen erreichbare Gipfel sind der Sandebühel (2607 m), die Kanzel (2531 m) und der Monte Cengia (2559 m). Ein Klettersteig kann vom Oberbachernjoch zum Sandebühejoch über den Cengia-Grat mit seinem höchsten Gipfel mit 2584 m gegangen werden. Anspruchsvolle Bergtouren können zur Hochbrunnerschneid (3046 m) und zur Schusterplatte (2957 m) in jeweils drei Stunden führen.

## Bildergalerie

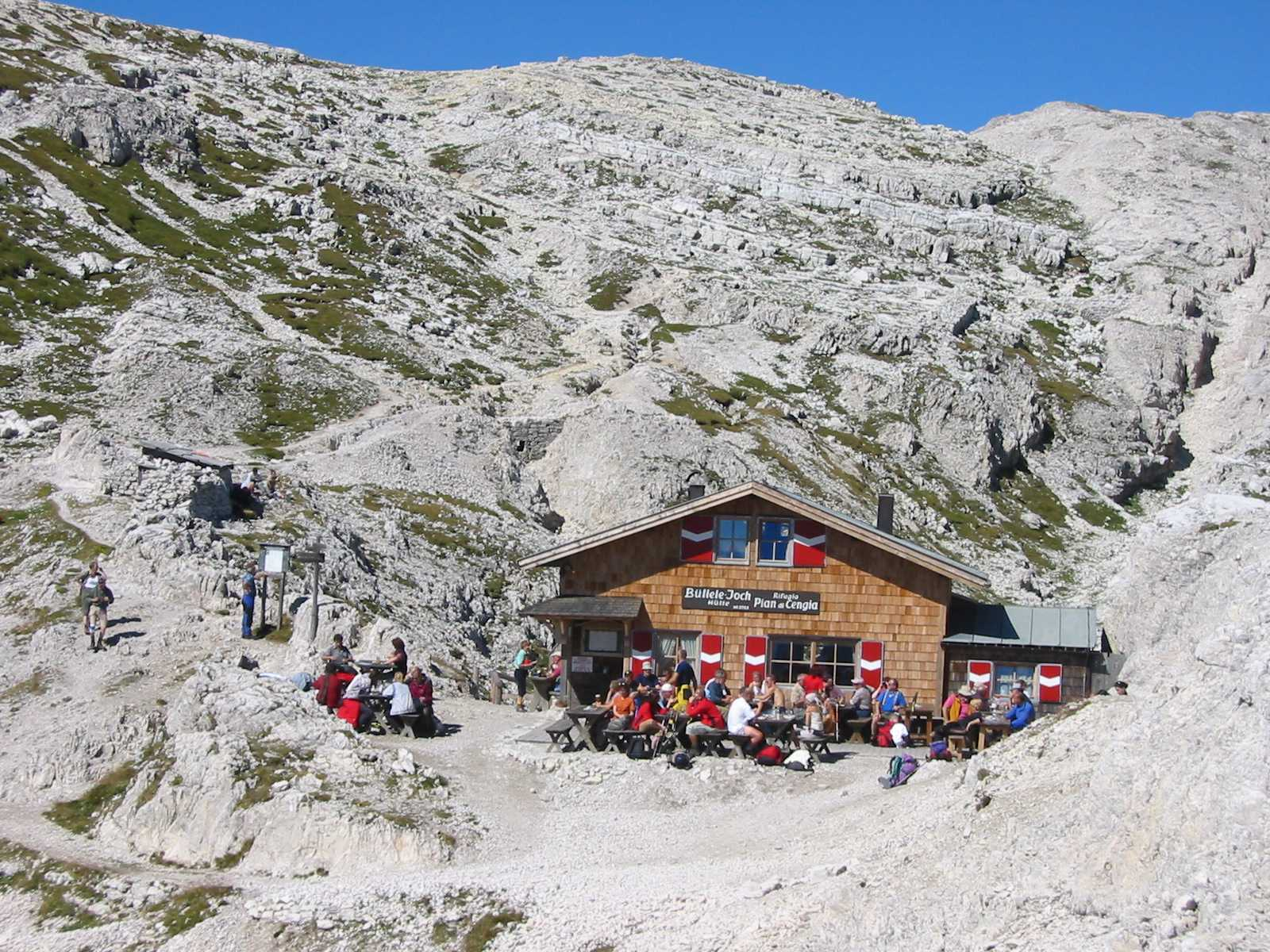
Büllelejochhütte am Fuß der Oberbachernspitze
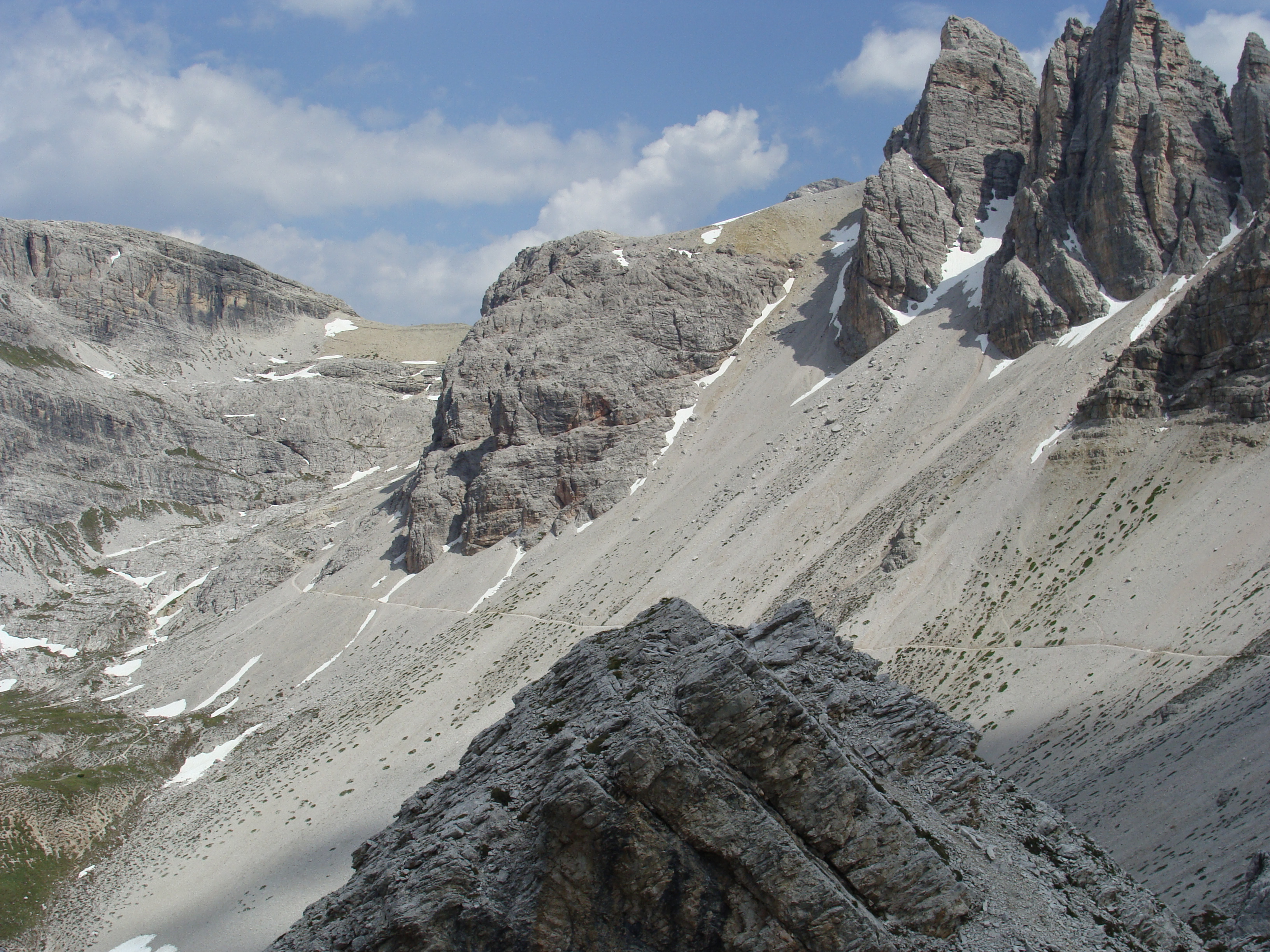
Büllelejoch – Blick von der Bodenalpe
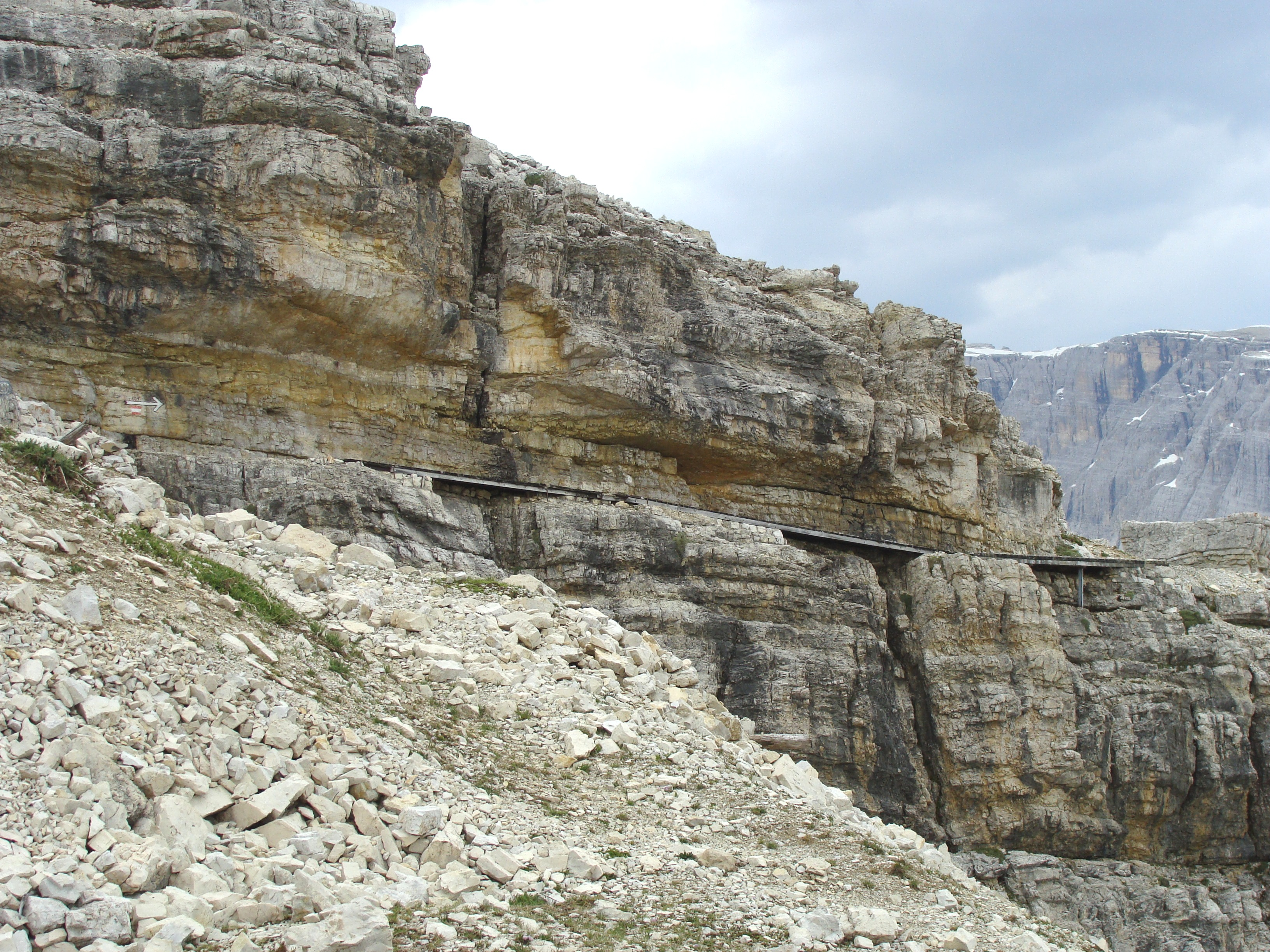
Alter Kriegssteig an der Büllelejochhütte
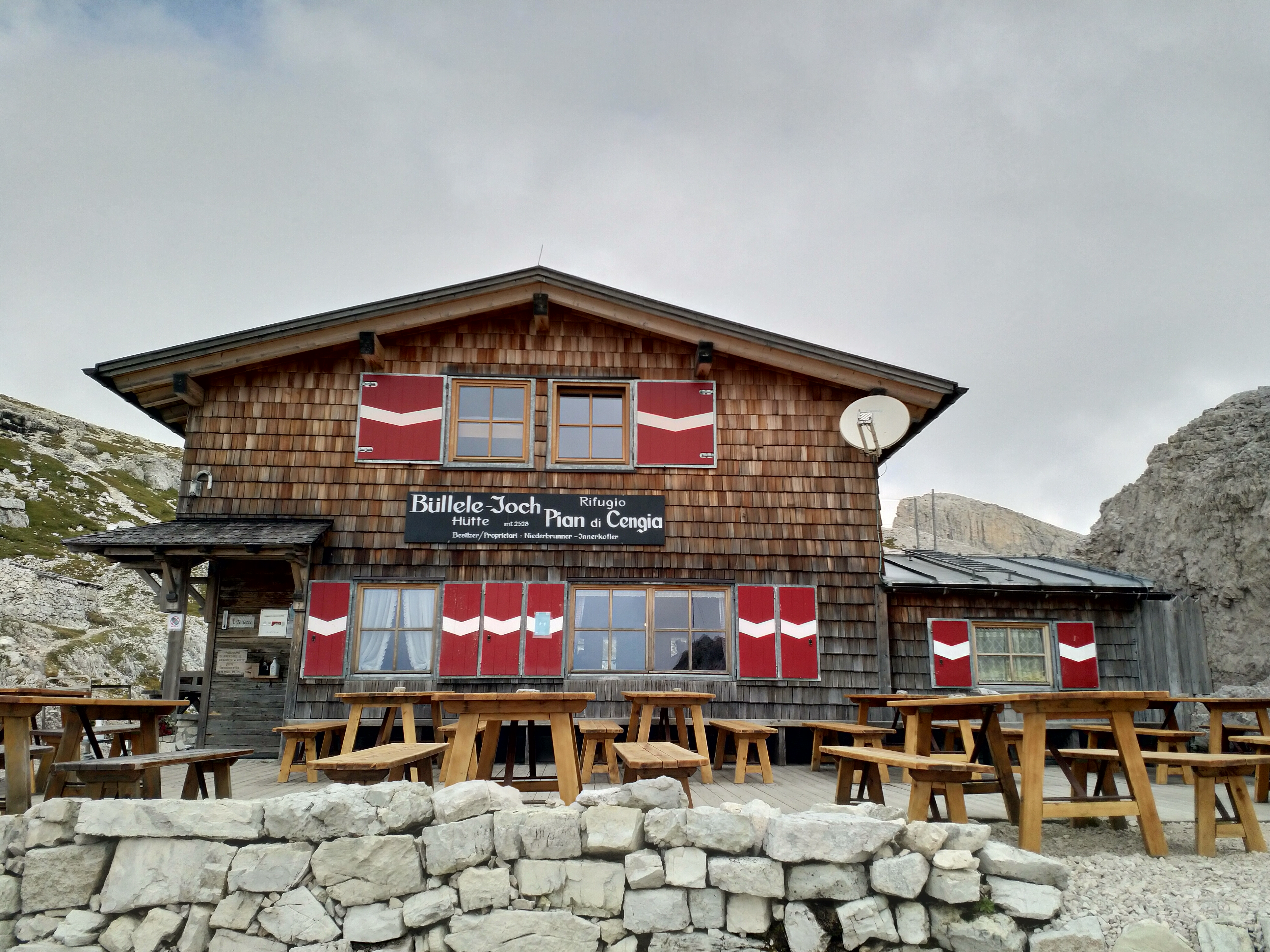
Frontalaufnahme der Büllelejochhütte
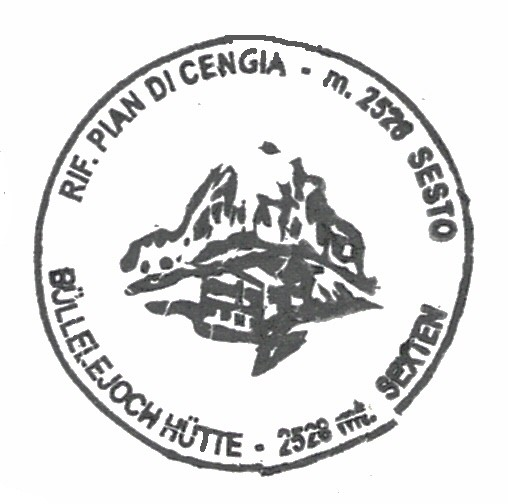
Hüttenstempel